# Ancestress
〈Ancestress〉는 아이슬란드의 싱어송라이터 비요크의 노래이다. 2022년 9월 22일 10번째 정규 음반 《Fossora》의 세 번째 싱글로 발매되었다. 2018년에 사망한 어머니 힐뒤르의 죽음에 관한 노래로, 비요크가 홀로 작사·작곡 및 프로듀싱하였으며, 아들인 신드리 엘돈이 보컬에 참여하였다. 

## 배경
비요크의 엄마인 힐뒤르 루나 회익스도티르는 2018년 지병으로 사망하였다. 비요크와 남동생은 힐뒤르의 사망 후 의식을 "장례식"으로 불리지 않기를 원했으며, 의식 기간 동안 비요크는 교회에서 지냈다. 이후 비요크는 힐뒤르의 사망으로부터 1년 후 〈Ancestress〉를 썼다.

## 멜로디 및 가사
〈Ancestress〉는 〈Sorrowful Soil〉과 함께 음반에서 힐뒤르의 죽음을 노래한 곡이다. 비요크는 〈Sorrowful Soil〉은 힐뒤르의 사망 전에 쓰인 곡으로 "아픈 부모가 죽기 전 사람들이 느끼는 것"이라고 표현한 반면, 〈Ancestress〉는 힐뒤르의 사망 후 만든 노래로 "엄마의 삶을 축복하는 노래"라고 이야기하였다.
비요크는 가사가 "너무 슬퍼서도, 너무 행복해서도 안 된다. 선정적이거나 멜로드라마 같아도 안 된다. 그녀가 가진 엄격함이나 엄숙함을 지녀야 한다"며, 단순한 것처럼 보이지만 단어 하나하나가 "타조 알을 낳는 것" 같은 기분이었다고 회고했다.

## 참여진
크레딧은 음반의 라이너 노트와 비요크의 공식 웹사이트에서 발췌하였다.
- 비요크 – 보컬, 현악기 편곡, 타악기 편곡, 보컬 편곡, 비트, 프로그래밍, 프로듀싱
- 신드리 엘돈 – 보컬, 보컬 편곡
- 게스튀르 스베인손 – 신드리 보컬 편곡
- 제이크 밀러 – 프로그래밍, 엔지니어링
- 베르귀르 소리손 – 엔지니어링
- 라근헤이뒤르 잉귄 요한스도티르 – 지휘
- 소라야 나야르 – 타악기
- 위나 스베인비아르드나르도티르 – 바이올린
- 헬가 소라 비외르그빈스도티르 – 바이올린
- 잉그리드 카르들스도티르 – 바이올린
- 게이르스루뒤르 아우사 그뷔드욘스도티르 – 바이올린
- 소륀 오스크 마리노스도티르 – 비올라
- 로라 리우 – 바이올린
- 루차 코초트 – 비올라
- 시귀르뒤르 비아르키 귄나르손 – 첼로
- 율리아 모겐센 – 첼로
- 쑨 양 – 콘트라베이스